# El sobre verde (película)
El sobre verde es una película española de comedia musical estrenada en 1971, dirigida por Rafael Gil y protagonizada por Tony Leblanc, Esperanza Roy y Guadalupe Muñoz Sampedro.
El guion está basado en la revista musical homónima estrenada en el Teatro Victoria de Barcelona el 22 de enero de 1927 y posteriormente en el Teatro Apolo de Madrid el 14 de marzo de 1927.

## Sinopsis
En el teatro Apolo, durante la representación de la revista musical "El sobre verde", nace un niño, hijo de la actriz que interpreta a la diosa de la Fortuna. Su padre, convencido de que será un privilegiado, le pone el nombre de Fortunato. Pero, desgraciadamente, ocurre todo lo contrario. Casi a los cuarenta años sigue siendo un simple tramoyista. No obstante, inesperadamente, se ve mezclado en un extraño caso policíaco que le lleva a convertirse en empresario forzoso. A partir de entonces tendrá la ocasión de demostrar su valía.

## Reparto
- Tony Leblanc - Fortunato / Mariano
- Esperanza Roy - Katia Kayles
- Guadalupe Muñoz Sampedro - Clotilde
- Beni Deus - Remartínez
- Mary Paz Pondal - Julia
- Carlos Ballesteros - Eliseo
- Goyo Lebrero - Lucas
- Venancio Muro - Paco
- Alfonso del Real - Don Antonio
- Pedrín Fernández - Pepe
- Gonzalo Cañas - Ricardo
- Mary Begoña - Chelo
- Erasmo Pascual - Víctor
- Luis Induni - Sánchez
- Rosa Palomar - Tatiana
- Luis Barbero - Bombero
- Fernanda Hurtado - Pitiminí, actriz torpe
- José Morales - Traspunte
- Fabián Conde - Pintor
- Francisco Casares - Igor
- Javier de Rivera
- Ricardo Palacios - Carromoto
- Arturo Fernández - Él mismo